# Хедикэн, Брет
Брет Хедикэн (англ. Bret Hedican; 10 августа 1970, Сент-Пол, Миннесота, США) — американский хоккеист, защитник.
На драфте НХЛ 1988 года выбран в 10 раунде под общим 198 номером командой «Сент-Луис Блюз». 21 марта 1994 года обменян в «Ванкувер Кэнакс». 17 января 1999 года обменян во «Флориду Пантерз». 16 января 2002 года обменян в «Каролину Харрикейнз».

## Награды
- Обладатель Кубка Стэнли, 2006 («Каролина Харрикейнз»)

## Статистика
```
                                            --- Regular Season ---  ---- Playoffs ----
Season   Team                        Lge    GP    G    A  Pts  PIM  GP   G   A Pts PIM
--------------------------------------------------------------------------------------
1990-91  St. Cloud State             NCAA   41   18   30   48   52
1991-92  St. Louis Blues             NHL     4    1    0    1    0   5   0   0   0   0
1992-93  Peoria Rivermen             IHL    19    0    8    8   10  --  --  --  --  --
1992-93  St. Louis Blues             NHL    42    0    8    8   30  10   0   0   0  14
1993-94  St. Louis Blues             NHL    61    0   11   11   64  --  --  --  --  --
1993-94  Vancouver Canucks           NHL     8    0    1    1    0  24   1   6   7  16
1994-95  Vancouver Canucks           NHL    45    2   11   13   34  11   0   2   2   6
1995-96  Vancouver Canucks           NHL    77    6   23   29   83   6   0   1   1  10
1996-97  Vancouver Canucks           NHL    67    4   15   19   51  --  --  --  --  --
1997-98  Vancouver Canucks           NHL    71    3   24   27   79  --  --  --  --  --
1998-99  Vancouver Canucks           NHL    42    2   11   13   34  --  --  --  --  --
1998-99  Florida Panthers            NHL    25    3    7   10   17  --  --  --  --  --
1999-00  Florida Panthers            NHL    76    6   19   25   68   4   0   0   0   0
2000-01  Florida Panthers            NHL    70    5   15   20   72  --  --  --  --  --
2001-02  Florida Panthers            NHL    31    3    7   10   12  --  --  --  --  --
2001-02  Carolina Hurricanes         NHL    26    2    4    6   10  23   1   4   5  20
2002-03  Carolina Hurricanes         NHL    72    3   14   17   75  --  --  --  --  --
2003-04  Carolina Hurricanes         NHL    81    7   17   24   64  --  --  --  --  --
2005-06  Carolina Hurricanes         NHL    74    5   22   27   58  25   2   9  11  42
2006-07  Carolina Hurricanes         NHL    50    0   10   10   36  --  --  --  --  --
2007-08  Carolina Hurricanes         NHL    66    2   15   17   70  --  --  --  --  --
2008-09  Anaheim Ducks               NHL    51    1    5    6   36  --  --  --  --  --
--------------------------------------------------------------------------------------
         NHL Totals                       1039   55  239  294  893 108   4  22  26 108

```